# Philippe Haeck
Philippe Haeck poète et essayiste québécois né à Montréal, le 27 décembre 1946.

## Honneurs
- 1982 - Prix Émile-Nelligan
- 1982 - Prix littéraires du Journal de Montréal
- 1984 - Prix du Gouverneur général
- 1996 - 2e prix au Prix littéraires Radio-Canada